# Thoracochaeta lugubrina
Thoracochaeta lugubrina är en tvåvingeart som först beskrevs av Zetterstedt 1847.  Thoracochaeta lugubrina ingår i släktet Thoracochaeta och familjen hoppflugor. Inga underarter finns listade i Catalogue of Life.